# Кардозу, Рикарду
Рикарду Ге Роза Кардозу (порт. Ricardo Gué Rosa Cardoso; род. 23 сентября 2001, Фуншал) — португальский и сантоминский футболист, нападающий клуба КПВ и национальной сборной Сан-Томе и Принсипи.

## Карьера

### Начало карьеры
Футбольную карьеру начинал в португальском клубе «Амора», откуда в 2011 года перебрался в структуру лиссабонского «Спортинга». В 2015 году футболист перешёл в португальский клуб «Белененсеш», откуда на сезон в 2017 году перешёл в лиссабонскую «Бенфику». В 2019 году футболист перешёл в «Тонделу», а уже в 2020 году стал игроком клуба «Белененсеш САД», где стал выступать за молодёжную команду. В сентябре 2020 года футболист также стал привлекаться к играм со второй командой клуба, за которую дебютировал 20 сентября 2020 года в матче против клуба «Ориентал Дрэгон», тажке отличившись дебютным забитым голом. В августе 2021 года футболист на правах свободного агента перешёл в финский клуб «КайХа», где за 8 матчей отличился 12 забитыми голами.

### «Клуби 04»
В январе 2022 года футболист на правах свободного агента перешёл в финский клуб «Клуби 04», с которым подписал однолетний контракт с возможностью продления ещё на сезон. Свой первый матч футболист сыграл 2 марта 2022 года за ХИК в рамках Кубка финской лиги против клуба «Хонка», выйдя на поле в стартовом составе. Затем футболист полноценно присоединился к фарм-клубу финской команды. Дебютный матч за клуб футболист сыграл 19 апреля 2022 года против клуба «Академия Хонка», выйдя на поле в стартовом составе. Дебютный гол за клуб футболист забил 24 апреля 2022 года в матче против клуба ХИС. В матче 15 октября 2022 года против клуба «СалПа» футболист отличился забитым дублем. Вместе с клубом футболист завершил чемпионат на итоговом четвёртом месте.

### КПВ
В январе 2023 года футболист стал игроком шведского клуба «Шеллефтео», где и провёл сезон в рамках четвёртого дивизиона. В феврале 2024 года футболист на правах свободного агента перешёл в финский клуб КПВ. Дебютировал за клуб футболист 13 апреля 2024 года в матче против клуба «РоПС», выйдя на замену на 69 минуте. Дебютными забитыми голами за клуб футболист отличился 16 апреля 2024 года в матче Кубка Финляндии против клуба «Киисто», оформив дубль.

## Международная карьера
В марте 2021 года футболист получил вызов в национальную сборную Сан-Томе и Принсипи для участия в квалификационных матчах Кубка африканских наций. Дебютировал за сборную 24 марта 2021 года в матче против сборной Судана. Дебютными голами за сборную футболист отличился 27 марта 2022 года в матче против сборной Мавритании, оформив дубль.